# Zichtenburg
Zichtenburg is een bedrijventerrein in de wijk Loosduinen in het zuidwesten van Den Haag. Hier staat sinds 2007 het hoogste bouwwerk van Den Haag: de 154 meter hoge zendmast van Digitenne, Voorts bedrijfsgebouwen van McDonald's en sinds 1983 de remise Zichtenburg van de HTM.
Zichtenburg grenst aan Bouwlust en aan Houtwijk.
De straten in Zichtenburg zijn vernoemd naar metalen met als uitgang werf, bijvoorbeeld tinwerf, de straten in Kerketuinen zijn vernoemd naar (half)edelmetalen en de straten in Dekkershoek heten allemaal Dekkershoek. Zichtenburg is ook deel van ZKD. Zichtenburg ligt dicht bij de stadsrand, alleen de Lozerlaan en De Uithof liggen tussen Zichtenburg en Poeldijk.

## Openbaar vervoer
Hoewel er in deze wijk, op De Werf, steeds meer rails is gekomen, heeft er nooit een lijndienst per tram gereden. Deze sporen op straat worden uitsluitend gebruikt voor in- en uitrukken. Er is verbinding met RandstadRail 4 (tot 2007 tramlijn 6) op de Meppelweg, vlak bij de remise en met tramlijn 2, op de Kraayensteinlaan. Later is er in de hoek van De Werf nog een opstelterrein voor trams aangelegd. Qua buslijnen hebben er rond 1999 enkele spits-streek-lijnen door de wijk Zichtenburg/Kerketuinen gereden, maar die hielden het niet lang uit. Sindsdien rijden er weer alleen streekbuslijnen aan de "noordkant" van de wijk, op de Escamplaan.
Stad: Den Haag     Buurtschap: Haagoord

Stadsdelen: Centrum · Escamp · Haagse Hout · Laak · Leidschenveen-Ypenburg · Loosduinen · Scheveningen · Segbroek

Bedrijventerreinen: Binckhorst · Forepark · Kerketuinen/Zichtenburg

Zuid-Holland: Steden en dorpen    Nederland: Provincies · Gemeenten